# Heinz Priess (Spanienkämpfer)

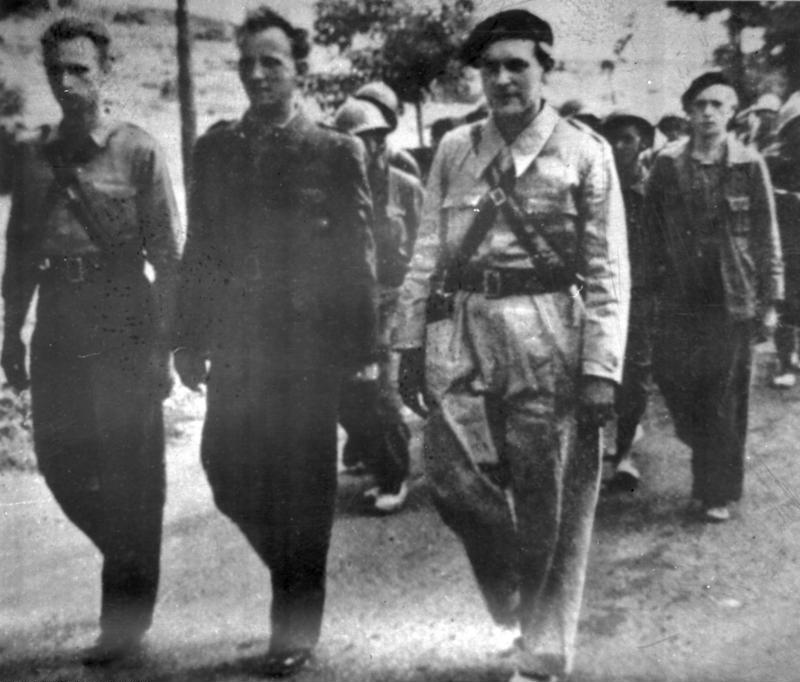
Heinz Priess (links) während des Spanischen Bürgerkrieges

Heinz Priess (* 3. April 1915 in Hamburg; † 12. Januar 2001 in Berlin) war ein deutscher Redakteur. Von 1936 bis 1939 nahm er in den Internationalen Brigaden am Spanischen Bürgerkrieg teil und kämpfte während des Zweiten Weltkrieges in der Résistance gegen die deutsche Okkupation in Frankreich.

## Leben
Heinz Priess stammte aus einer kommunistischen Familie. Er wurde Mitglied des Kommunistischen Jugendverbandes Deutschlands und der KPD. 1933 kam er eine Zeitlang in „Schutzhaft“, er emigrierte deshalb 1934 nach Dänemark.
Von 1936 bis 1939 kämpfte er in den Reihen der Internationalen Brigaden in Spanien. Nach Heinz Hoffmanns Verwundung gegen Ende der Schlacht von Brunete im Juli 1937 übernahm er die Funktion des Kriegskommissars des Hans-Beimler-Bataillons.
Nach der Niederlage der Spanischen Republik floh er nach Frankreich und wurde dort unter anderem in den Lagern Gurs, Vernet und Castres interniert, floh aus der Internierung und kämpfte in der südfranzösischen Résistance als Chef der militärischen Aufklärung und war zusammen mit Ernst Buschmann und Max Brings Mitglied der Militärkommission der Bewegung Freies Deutschland für den Westen (CALPO). Er war außerdem der Verbindungsmann zwischen den französischen Partisanen und den Gruppen des Bundes Freies Deutschland in Paris und in der Schweiz. Als Mitglied der französischen Widerstandsbewegung erlebte er im August 1944 die Befreiung von Paris.
Im Oktober 1945 kehrte er nach Hamburg zurück und wurde Chefredakteur des KPD-Organs Hamburger Volkszeitung. Am 6. Juni 1950 wurde er wegen Beleidigung des Ersten Bürgermeisters von Hamburg, Max Brauer, zu einer zweimonatigen Haftstrafe verurteilt. Im Juli 1951 siedelte er in die DDR über und wurde als Nachfolger von Hanns Maaßen Chefredakteur des Mitteldeutschen Rundfunks in Leipzig. Ab 1952 war er Leiter der Nachrichtenredaktion des Staatlichen Rundfunkkomitees beim Ministerrat der DDR. Bis 1956 war er Intendant des Deutschlandsenders. Von August 1956 bis 1969 war er Chefredakteur des Deutschen Freiheitssenders 904. Der Name des Senders knüpfte an den Kurzwellensender im republikanischen Spanien Deutscher Freiheitssender 29,8 an. Im Jahr 1969 ging er im Auftrag der SED in die Bundesrepublik und wurde für die Deutsche Kommunistische Partei (DKP) tätig. Ab 1975 war er Mitglied des Präsidiums des Komitees der Antifaschistischen Widerstandskämpfer der DDR und ab 1978 dort Vorsitzender der Sektion ehemaliger Spanienkämpfer. Ab 1990 war er Mitglied der Partei des Demokratischen Sozialismus (PDS).

## Auszeichnungen
- 1980 Vaterländischer Verdienstorden in Gold
- 1985 Ehrenspange zum Vaterländischen Verdienstorden in Gold[8]

## Memoiren
- Spaniens Himmel und keine Sterne. Ein deutsches Geschichtsbuch. Erinnerungen an ein Leben und ein Jahrhundert., 335 S., Verlag: Das Neue Berlin, Berlin 1996, ISBN 978-3-929161793.

In einer Rezension wird über seine Familie berichtet: „Von seinen drei Cousins blieb zum Beispiel Bruno in Spanien, Heinz ermordeten die Nazis, und Victor, der gleichfalls in den Internationalen Brigaden kämpfte, wurde in der Sowjetunion zu 25 Jahren Gulag verurteilt.“